# Clarence Day

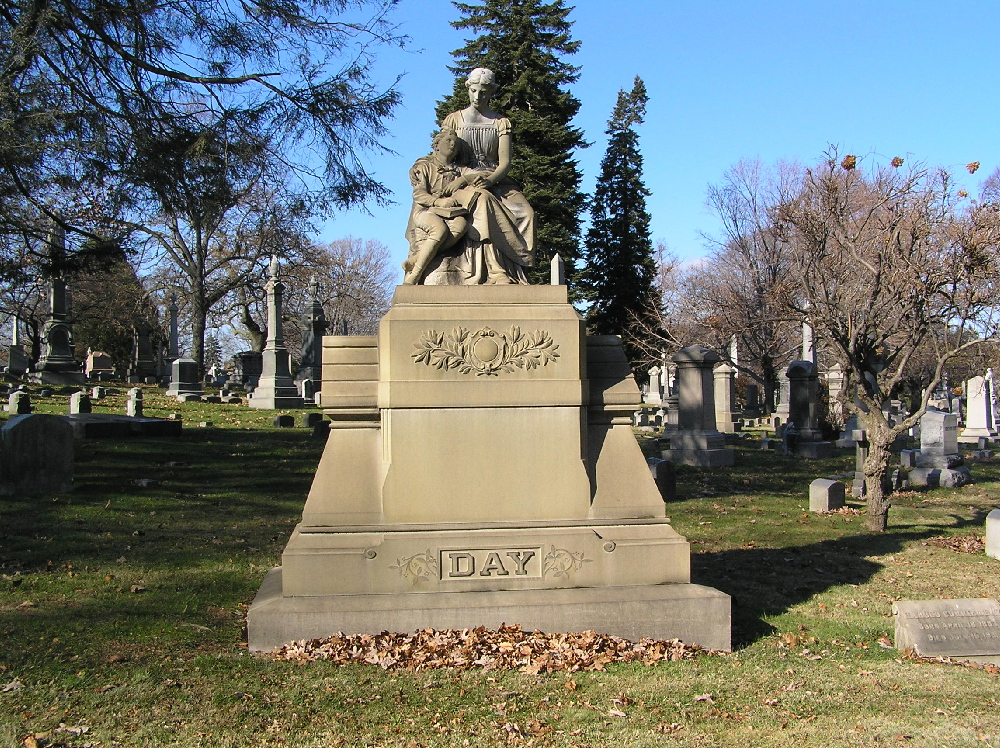
Pomnik Daya na cmentarzu Woodlawn Cemetery

Clarence Shepherd Day, ps. B. H. Arkwright (ur. 18 listopada 1874 w Nowym Jorku, zm. 28 grudnia 1935 tamże) – amerykański pisarz. 
Po ukończeniu studiów na Uniwersytecie Yale pracował w firmie maklerskiej ojca na Wall Street. W 1898 zaciągnął się do marynarki wojennej, ale w wyniku postępującego artretyzmu musiał zrezygnować z tego zajęcia; do końca życia cierpiał z powodu bólu stawów.
Najbardziej znanym dziełem Daya jest autobiograficzna powieść Life with Father (1935), która w humorystyczny sposób opisuję życie jego rodziny, skupionej wokół dominującego ojca. Na podstawie książek Life with Father, God and my Father i Life with Mother powstała sztuka wyreżyserowana przez Howarda Lindsaya i Russell Crouse (1939, wielokrotnie wystawiana na deskach Broadwayu. W 1947 (rok wcześniej sztukę wystawiono po raz ostatni) William Powell i Irene Dunne stworzyli portret rodziny Day w filmie pod tym samym tytułem co książka. W filmie Life with Father (reżyserowanym przez Michaela Curtiza) występowała między innymi młoda Elizabeth Taylor. Film otrzymał nominację do Oscara za reżyserię, muzykę i dla najlepszego aktora (William Powell). Nakręcono również sitcom Life with Father, który był nadawany w amerykańskiej telewizji w latach 1953–1955.
Clarence Day był również znanym publicystą. Pisał artykuły do czasopisma The New Yorker, tam też publikował rysunki satyryczne związane z aktualnymi wydarzeniami politycznymi. Był zwolennikiem przyznania kobietom prawa wyborczego.
Zmarł krótko po napisaniu Life with Father.

## Wybrane utwory Clarence'a Daya
- The Story of the Yale University Press (1920)
- This Simian World (1920)
- The Crow's Nest (1921)
- Thoughts Without Words (1928)
- God and my Father (1932)
- In the Green Mountain Country (1934)
- Scenes from the Mesozoic and Other Drawings (1935)
- Life with Father (1935)
- After All (1936, pośmiertnie)
- Life with Mother (1937, pośmiertnie)
- The World of Books (1938, pośmiertnie)
- Father and I (1940, pośmiertnie)